# Cartilage costal
Les cartilages costaux sont des structures de cartilage hyalin qui prolongent les côtes vers l'avant et contribuent à l'élasticité des parois du thorax. Ils se trouvent dans le prolongement des extrémités antérieures des côtes les reliant ainsi directement ou indirectement au sternum sauf les deux dernières. Ils permettent l'extension médiale de la cage thoracique.

## Description

### Côtes sternales
Les cartilages costaux des côtes sternales (les sept premières paires de côtes) les relient directement au sternum.
Du premier au septième, leur longueur augmente, leur largeur et leur intervalle de séparation diminue.
Leur espace de séparation diminue également de leur attache costale à leur attache sternale.
A l'exception des deux premiers et des deux derniers, ils sont plus larges au niveau des côtes qu'au niveau du sternum.
Le premier cartilage costal est descendant en direction du sternum et se termine au niveau de la première incisure costale du manubrium sternal.
Le deuxième cartilage costal est horizontal et se termine au niveau de la deuxième incisure costale à la jonction entre le manubrium et le corps du sternum.
Du cinquième au sixième cartilage, leur trajet suit initialement celle de la côte puis remonte en direction de leur incisure respective sur le corps du sternum.
Le septième cartilage a un trajet équivalent au précédent, mais est également relié par un processus au cartilage de la sixième côte. Il se termine au niveau de la septième incisure costale à la jonction entre le processus xiphoïde et le corps du sternum. Cette incisure est commune avec les cartilages des fausses côtes.

### Côtes asternales

#### Fausses côtes
Les cartilages costaux des fausses côtes (de la huitième à la dixième paires de côtes) relient chaque côte au bord inférieur du cartilage de la côte sus-jacente.
Leur longueur diminue du huitième au dixième, leur largeur et leur intervalle de séparation diminue du huitième au dixième.
Leur trajet suit initialement celle de la côte puis remonte en direction du cartilage de la côte sus-jacente formant une ligne oblique en haut et en dedans se terminant au niveau du derniers tiers du cartilage de la septième côte.

#### Côtes flottantes
Les cartilages costaux des côtes flottantes ( onzième et douzième paires de côtes) sont libres dans la paroi abdominale et dans le prolongement de la côte. Leur cartilage prend un caractère fibreux.

## Structure
Chaque cartilage costal présente deux faces, deux bords et deux extrémités.

### Faces

#### Face antérieure
La face antérieure des cartilages costaux est convexe et regarde vers l'avant et vers le haut.
La face antérieure du premier cartilage est un point d'insertion du ligament costo-claviculaire et du muscle subclavier.
L'extrémité sternale des faces antérieures des six ou sept premiers cartilages sont des points d'insertion du muscle grand pectoral.
Les autres faces antérieures sont recouverts et sont des points d'insertion de certains des muscles plats de l'abdomen.

#### Face postérieure
La face postérieure est concave, et dirigée vers l'arrière et vers le bas.
La face postérieure du premier premier cartilage est un point d'insertion du muscle sterno-thyroïdien.
Celles des troisième, quatrième, cinquième et sixième cartilages donnent insertion au muscle thoracique transverse. Celles des septième, huitième, neuvième, dixième, onzième et douzième cartilages donnent insertion au muscle transverse de l'abdomen et au diaphragme.

### Bords
Leur bord supérieur est concave, leur bord inférieur est convexe.
Les deux bords sont des zones d'insertion des muscles intercostaux internes.
Le bord supérieur du sixième cartilage est un point d'insertion du muscle grand pectoral.
Les bords inférieurs des sixième, septième, huitième et neuvième cartilages présentent des projections vers le bas en forme de talon aux points de plus grande convexité.
Les bords supérieurs des septième, huitième, neuvième et dixième cartilages présentent des projections moins prononcées vers le haut.

#### Articulations interchondrales
Ces projections supérieure et inférieure des cartilages voisins s'articulent entre elles et forment les articulations interchondrales.
Chaque articulation est enfermée dans une fine capsule articulaire, tapissée par une membrane synoviale et renforcée latéralement et médialement par les ligaments interchondraux.
Ces articulations synoviales existent entre les sixième et septième cartilages, les septième et huitième cartilages et les huitième et neuvième cartilages. Entre les neuvième et dixième cartilages c'est une articulation fibreuse (syndesmose).

### Extrémités
L'extrémité latérale de chaque cartilage est en continuité avec le tissu osseux de la côte à laquelle il appartient.
L'extrémité médiale de la première est en continuité avec le sternum ; les extrémités médiales des six suivantes sont arrondies et sont reçues dans des concavités peu profondes sur les marges latérales du sternum.
Les extrémités médiales des huitième, neuvième et dixième cartilages costaux sont pointues et sont reliées chacune au cartilage immédiatement au-dessus.
Les extrémités médiales des onzième et du douzième cartilages sont pointus et libres.

## Aspect clinique

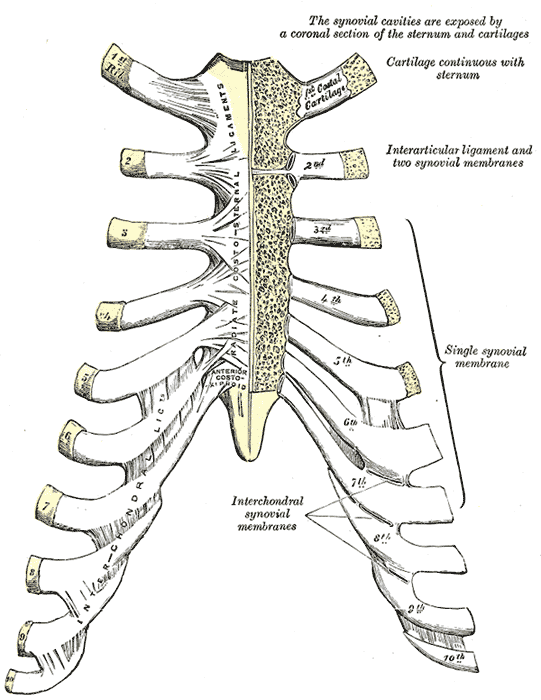
Vue antérieure des articulations sternocostales et interchondrales.

Avec le vieillissement, les cartilages costaux sont sujets à une ossification superficielle.[réf. nécessaire]
Dans la costochondrite et le syndrome de Tietze, une inflammation du cartilage costal se produit. Il s'agit d'une cause fréquente de douleur thoracique.
Un traumatisme majeur peut entraîner une fracture du cartilage costal De telles blessures passent souvent inaperçues lors des radiographies, mais peuvent être diagnostiquées à l'aide de tomodensitogrammes.La chirurgie est généralement utilisée pour fixer le cartilage costal sur la côte ou le sternum.
Le cartilage costal peut être utilisé pour une autogreffe,. Le prélèvement est généralement effectué à l'aide d'une anesthésie générale, mais il peut se réaliser sous anesthésie locale. Le risque mineur de l'intervention est une déchirure pleurale.

## Galerie

Les cartilages costaux (en rouge).
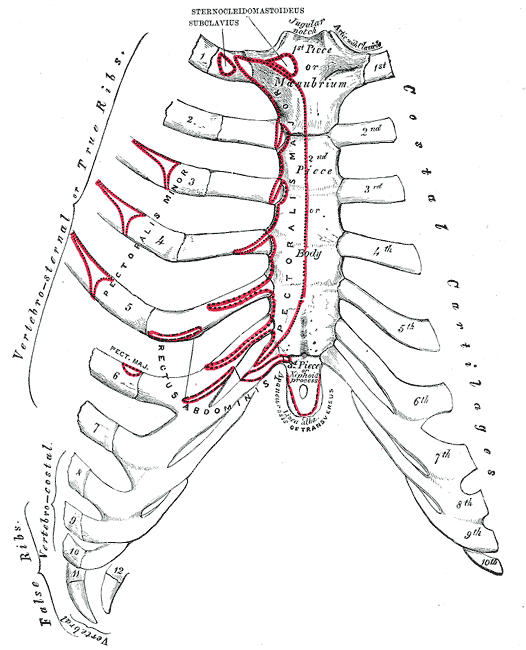
Face antérieure du sternum et des cartilages costaux.